# Zijpe
Zijpe es un antiguo municipio neerlandés situado en la provincia de Holanda Septentrional. Limitaba al norte con Den Helder y Anna Paulowna, al este con Schagen y al sur con Bergen y Harenkarspel.  El municipio estaba compuesto por diez núcleos de población y aldeas.
Tenía una población de 11.568 habitantes (2012) y una superficie de 116,34 km², de los que 2,17 km² eran de agua. 
Desde el 1 de enero de 2013 el municipio se fusionó con Schagen y Harenkarspel para formar el nuevo municipio de Schagen.

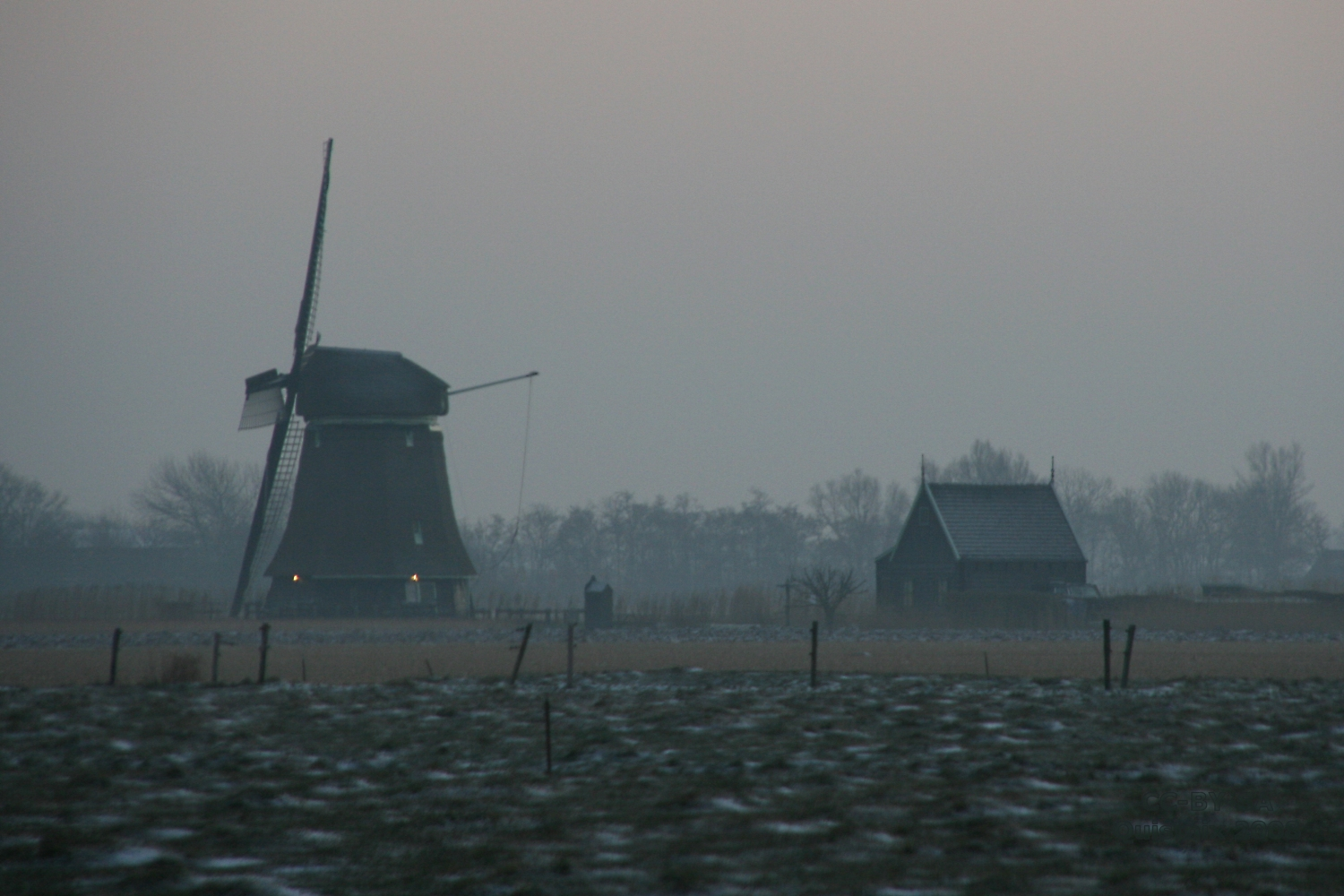
Molino OT en 't Zand, Zijpe. Molino de pólder construido probablemente en la segunda mitad del.